# Limnophila subtenuicornis
Limnophila subtenuicornis är en tvåvingeart som först beskrevs av Alexander 1918.  Limnophila subtenuicornis ingår i släktet Limnophila och familjen småharkrankar. Inga underarter finns listade i Catalogue of Life.